# アコマ・プエブロ

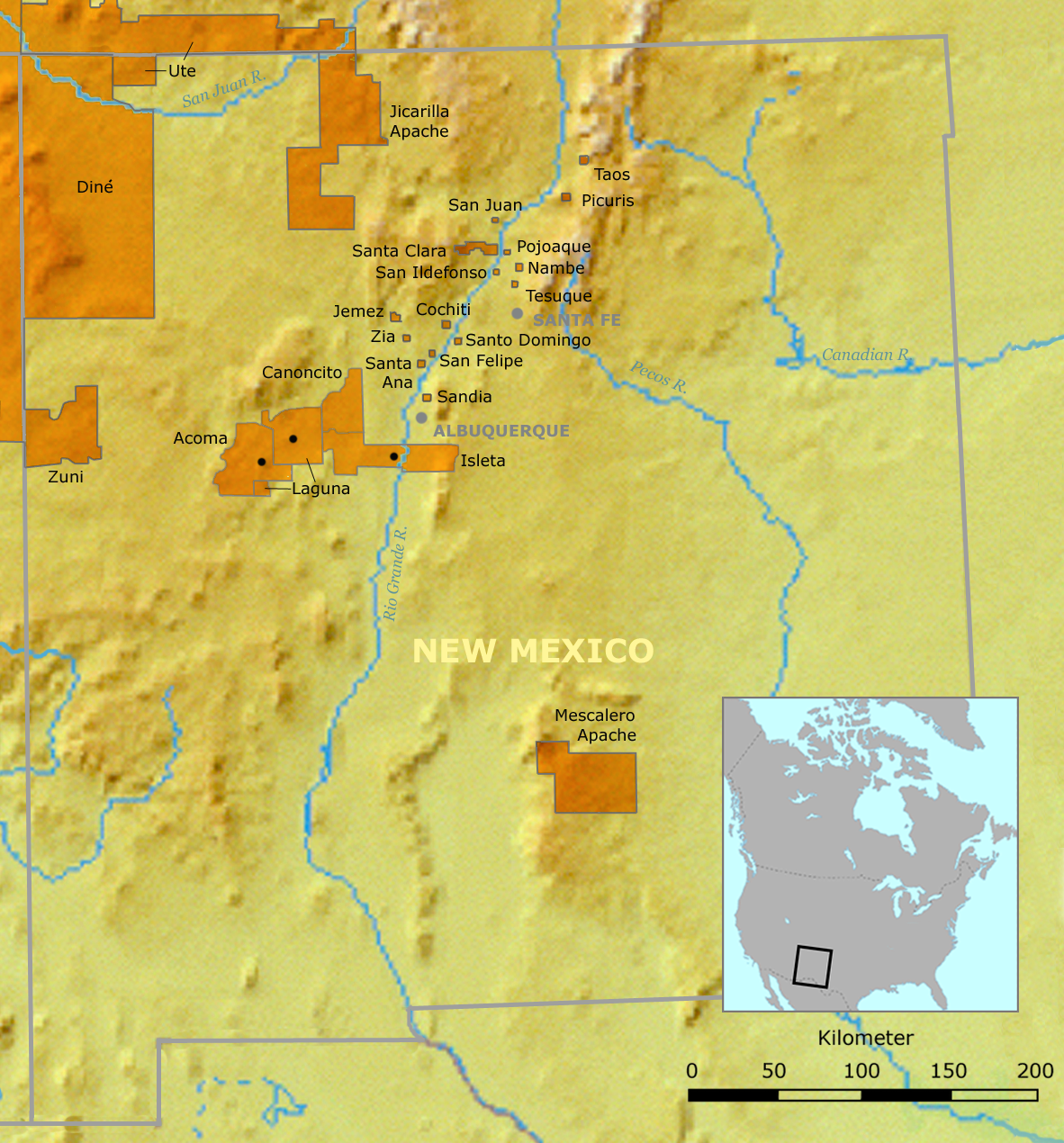
アコマ・プエブロの位置

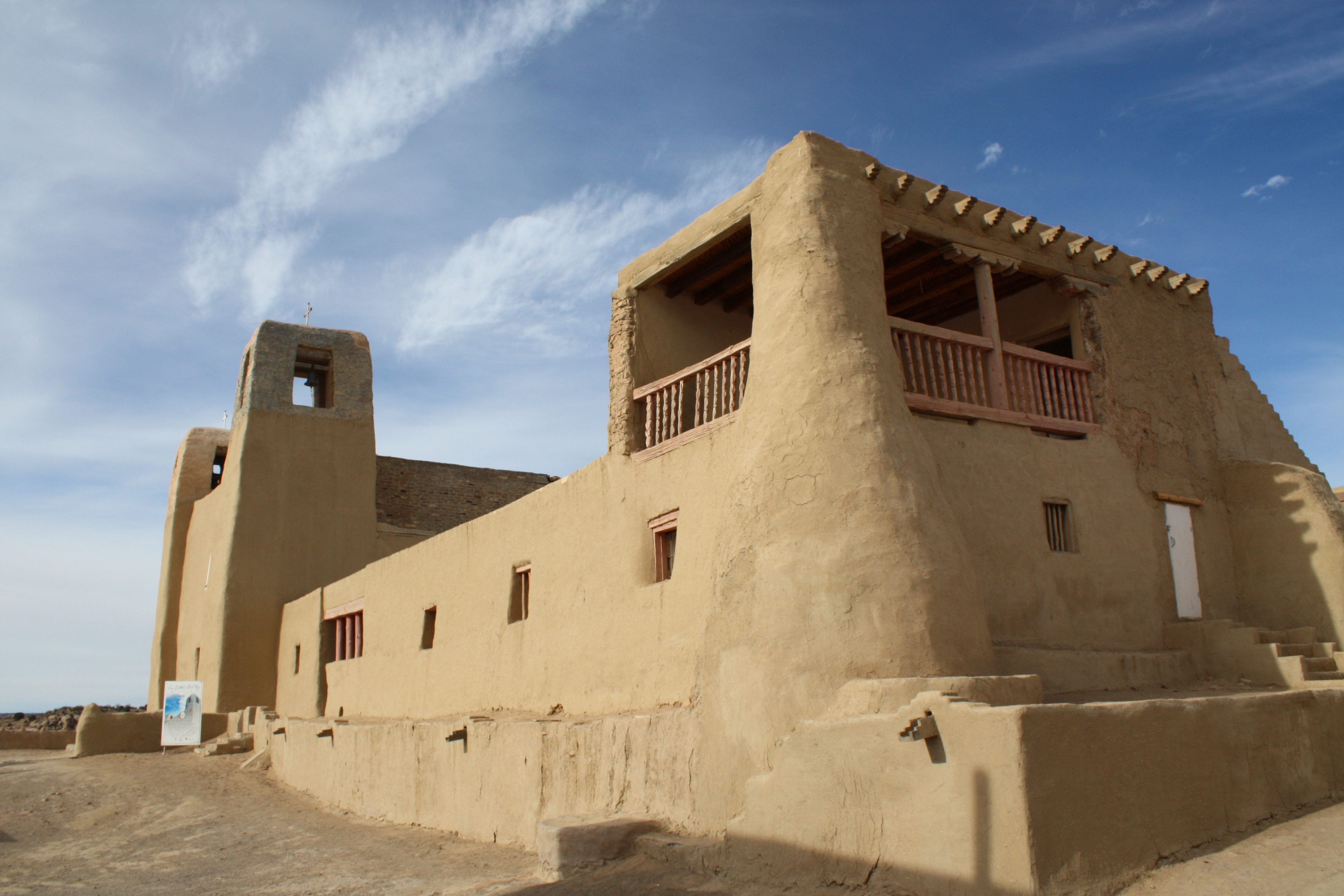
サン・エステバン・デル・レイ伝道教会

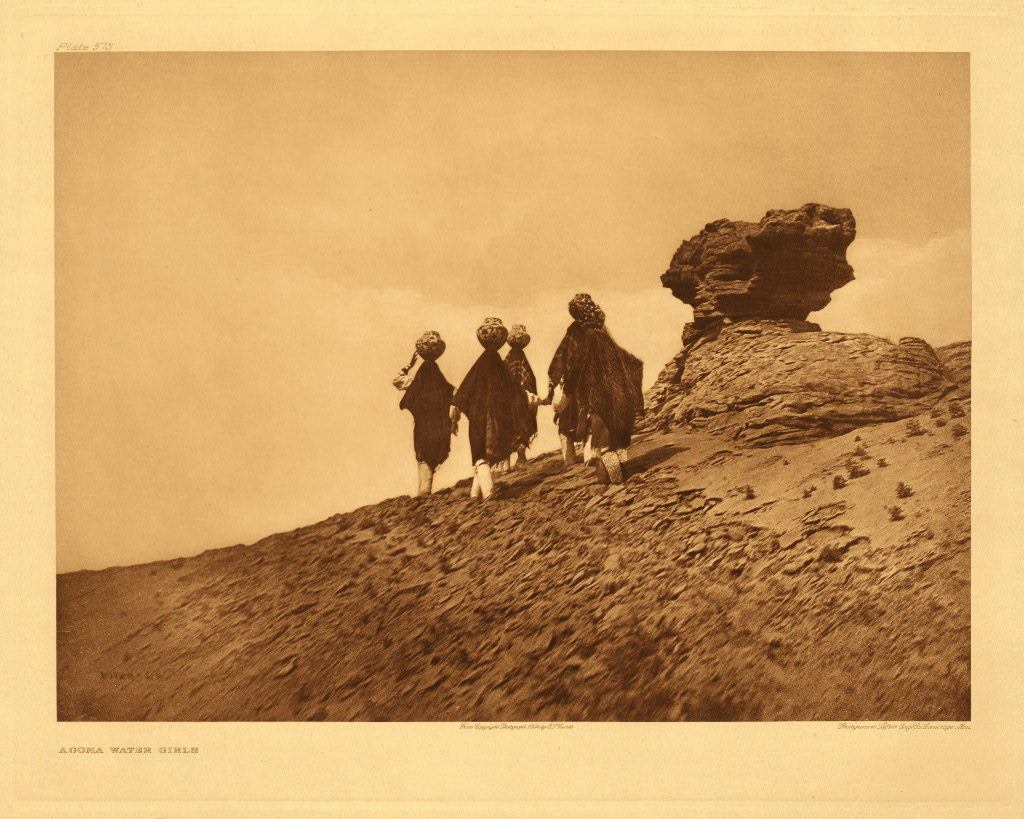
水を運ぶアコマの娘たち（1926年頃）

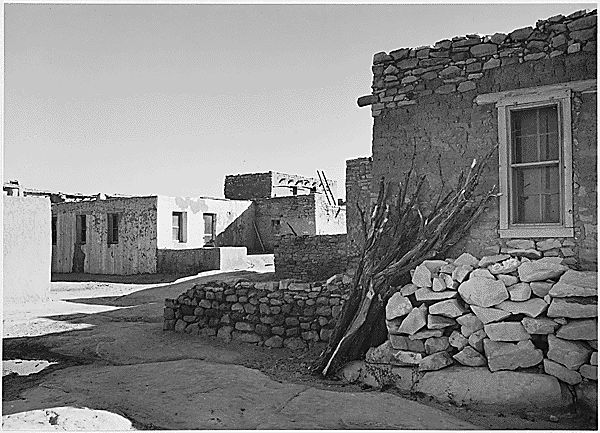
アコマの集落

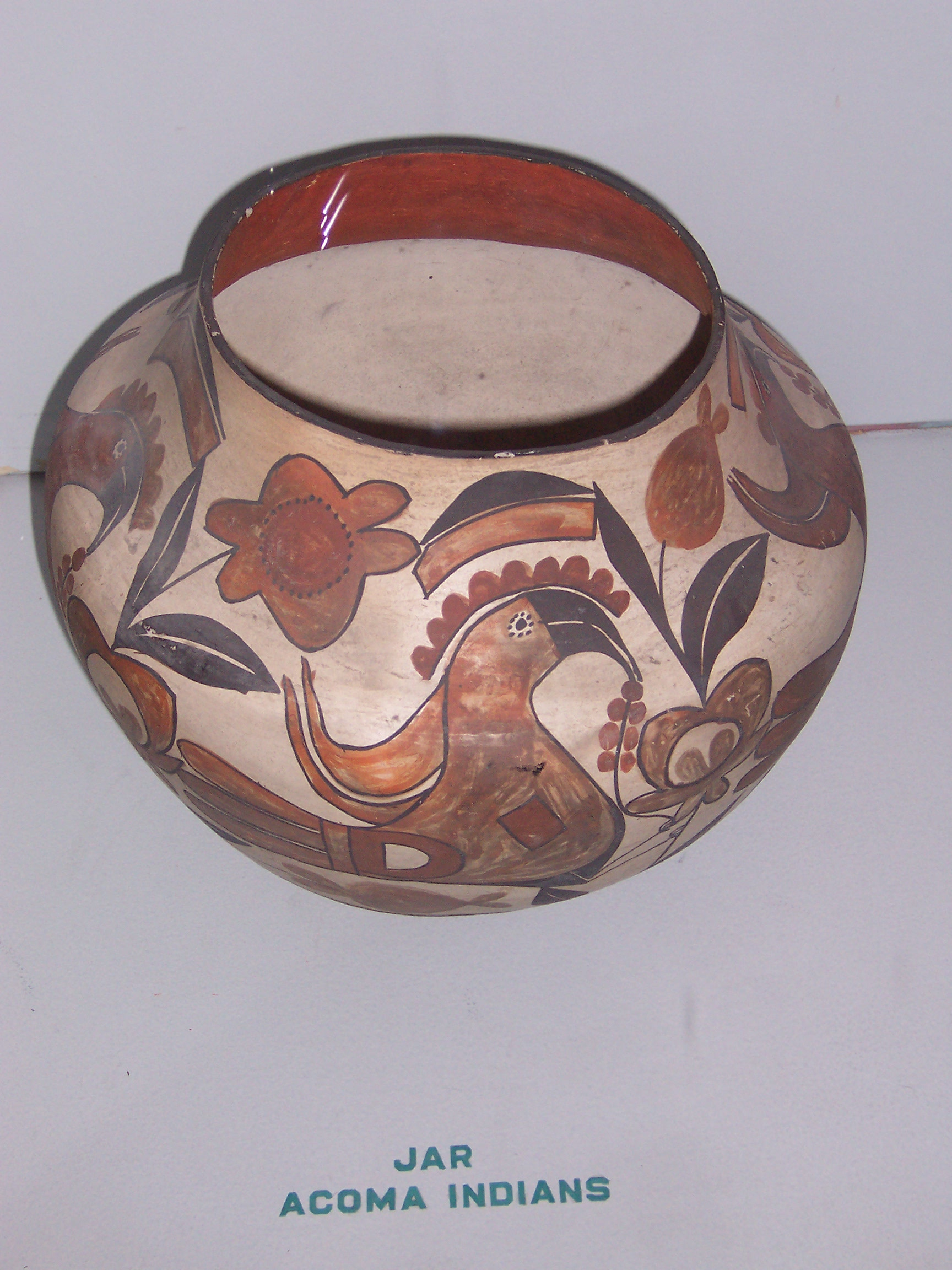
アコマの壷

アコマ・プエブロ（IPA :[ˈækəmə] ;西部ケレス方言:Aa'ku ;ズニ語 :Hakukya）は、アメリカ合衆国ニューメキシコ州中部の367フィート（112メートル）の砂岩のメサの頂上に建設された、プエブロ・インディアンのアドベ建築の集落である。「スカイシティ」、「天空都市」としても知られる。

## 概要
アコマの人々は10世紀以前に北から南下してアコマ・プエブロを建設したと信じられている。アコマ・プエブロは合衆国で最古の継続して居住されている共同体と見なされている。メサの断崖の上に建つプエブロ集落は侵略者に対する防衛に優れており、現在は車道を使って上り下りができるが、かつては、砂岩に掘られた手製の階段でしか出入りする方法がなかった。メサの下に畑を作り、トウモロコシなどを育てていた。
「アコマ」という名前の起源にはいくつかの解釈がある。アコマという名前は、ケレス語の単語で「アーク」（"aa'ku"）が「白い岩」、「メ」（"meh"）が「人々」を意味するため、「白い岩の人々」から来ていると言われている。また「アーク」は「備える」を意味する単語「ハーク」（"haaku"）に由来するため、メサの上の防御に適した場所を意味しているとする説もある。
アコマの人々は伝統的な宗教を今日まで保っているが、スペイン人植民者によってもたらされたカトリックの慣習も一部取り入れている。アコマの人々は何世紀にもわたって他部族と交易や交流をしており、ヨーロッパ人の侵略以前はアステカやマヤの人々との交易も日常的に行っていた。ニューメキシコ州がアメリカ合衆国に併合されてからは、メキシコの部族との交易や交流は前よりも難しくなった。異なる方言や言語を話す他のプエブロとの間の伝統的な同盟は今も存在し、特に隣接するラグナ・プエブロとの関係が深い。
ヨーロッパ人は1540年に初めてアコマ・プエブロと遭遇した。1598年、フアン・デ・オニャーテがヌエバ・エスパーニャ（現メキシコ）から遠征し、現在のニューメキシコ州を含むリオ・グランデ川上流域のスペイン王室による領有を宣言し、サンタフェ・デ・ヌエボ・メヒコと名付けた。同年10月、スペイン人の探検隊がアコマ・プエブロから食糧を徴収しようとした。冬を越すための貴重な食糧の備蓄を守ろうとしたアコマの人々は抵抗し、オニャーテの甥フアン・デ・サルディバルを含む13人の隊員が殺されるという事件が起きた。翌年1月オニャーテは報復し、800人のアコマの人々が殺害され、500人の女性と子供が奴隷にされた。オニャーテはさらに生き残った25歳以上の男性80人全員の片足を切断させた。
1629年から1641年にかけ、フアン・ラミレス神父の指導により、メサの上の集落にサン・エステバン・デル・レイ伝道教会が建設された。長さ30フィートの梁は、カウェシュティマとも呼ばれるマウント・テイラー山から30マイルの道のりを運ばれてきたもので（気候の乾燥したニューメキシコ州では、梁になるような木は低地には生えないからである）、教会の墓地の土は、メサの下の谷から運び上げられた。アコマ・プエブロは1680年のプエブロの反乱に参加し、スペイン人入植者をヌエボ・メヒコから一時的に追放した。
伝道教会とプエブロ集落の両方はアメリカ合衆国国定歴史建造物に登録され、2006年にはナショナル・トラストが管理する史跡にも加えられた。
他のプエブロと同様に、アコマとその周辺地域は連邦委託地(federal trust land)とみなされ、連邦政府によって治められている。いくつかの家族がまだ年間を通してメサの上で生活しており、他の人々は近隣の村々（アコミータ、アンザック、マカーティーズ、スカイラインなど）に住むことを選択している。2000年のアメリカ国勢調査によると、アコマ・プエブロと連邦委託地には2,802名の居住者がいる。部族の総人口は約6000人である。
ガイドに引率されたツアーに参加すれば、アコマ・プエブロを見学することができる。祭礼の一部は観光客に公開されている。アコマ・インディアン居留地にはスカイシティ・カジノがある。アコマ・プエブロは手作りの彩色炻器でも有名である。

### 参照
- ビボ兄弟とアコマ